# Bischberg
Bischberg è un comune tedesco di 6 051 abitanti, situato nel land della Baviera.

## Geografia antropica
Frazioni
- Bischberg (paese parrocchiale)
- Rothof
- Trosdorf (villaggio della chiesa)
- Tütschengereuth (villaggio della chiesa)
- Weipelsdorf (villaggio)

## Amministrazione
Sindaci eletti direttamente dai cittadini dal 1978